# Huanglongdai Shuiku
Huanglongdai Shuiku (kinesiska: 黄龙带水库) är en reservoar i Kina. Den ligger i provinsen Guangdong, i den södra delen av landet, omkring 88 kilometer nordost om provinshuvudstaden Guangzhou. Huanglongdai Shuiku ligger 159 meter över havet. I omgivningarna runt Huanglongdai Shuiku växer i huvudsak städsegrön lövskog.
Genomsnittlig årsnederbörd är 2 525 millimeter. Den regnigaste månaden är maj, med i genomsnitt 539 mm nederbörd, och den torraste är oktober, med 27 mm nederbörd.